# Björsjö (Veinge socken, Halland)
Björsjö är en sjö i Laholms kommun i Halland och ingår i Genevadsåns huvudavrinningsområde. Sjön är 5,3 meter djup, har en yta på 0,0986 kvadratkilometer och är belägen 131 meter över havet. Sjön avvattnas av vattendraget Vessingeån. Vid provfiske har abborre, gädda och mört fångats i sjön.

## Delavrinningsområde
Björsjö ingår i det delavrinningsområde (627870-134286) som SMHI kallar för Inloppet i Björsjö. Medelhöjden är 135 meter över havet och ytan är 0,46 kvadratkilometer. Det finns inga avrinningsområden uppströms utan avrinningsområdet är högsta punkten. Vessingeån som avvattnar avrinningsområdet har biflödesordning 2, vilket innebär att vattnet flödar genom totalt 2 vattendrag innan det når havet efter 26 kilometer. Avrinningsområdet består mestadels av skog (28 procent), öppen mark (16 procent) och jordbruk (30 procent). Avrinningsområdet har 0,09 kvadratkilometer vattenytor vilket ger det en sjöprocent på 20,3 procent.